# Ngữ hệ Khoisan
Ngữ hệ Khoisan hay Họ ngôn ngữ Khoisan (còn gọi là Khoesan hoặc Khoesaan) là một thuật ngữ để chỉ các ngôn ngữ ở châu Phi có phụ âm "click" (tặc lưỡi), và không thuộc về ngữ hệ nào. Trong phần lớn thế kỷ XX, các ngôn ngữ này được xem là có mối quan hệ phả hệ với nhau, nhưng điều này nay không còn được chấp nhận.
Gần như tất cả ngôn ngữ Khoisan hiện diện ở khu vực Nam Phi, và thuộc về ba nhóm lớn, trong đó nhóm Khoi (Khoe) có lẽ đã đến khu vực Nam Phi không lâu trước sự mở rộng Bantu. Người nói ngôn ngữ Khoisan thường được gọi là Khoikhoi và San (Bushmen). Hai ngôn ngữ tại Đông Phi, Sandawe và Hadza, cũng được xem là Khoisan, nhưng người nói chúng không phải người Khoikhoi hay San.